# Мікаель Гофстрем
Ян Мікаель Хофстрем (швед. Jan Mikael Håfström; народ. 1 липня 1960) — шведський кінорежисер, який працює в Голлівуді.

## Біографія
Мікаель Гофстрем народився 1 липня 1960 року у Лунді. Довгий час навчався кіномистецтву у Стокгольмі, і згодом у Нью-Йорку.
Син художника Яна Гофстрема та перекладачки Марії Ортман і старший зведений брат журналіста Дана Гофстрема. Він також є онуком художника Еріка Гофстрема та доглядачем Йоргена Дюберга.
Мікаель Гофстрем був тричі одружений і має трьох дітей, народжених у 1996, 2009 і 2010 роках.

## Фільмографія
- 2001 — Живе життя / Leva livet
- 2003 — Зло / Ondskan
- 2005 — Ціна зради / Derailed
- 2007 — 1408 / 1408
- 2010 —  Шанхай / Shanghai
- 2011 — Обряд / The Rite
- 2013 — План втечі / Escape Plan
- 2019 — Ідеальний пацієнт / The Perfect Patient
- 2021 — За межею / Outside the Wire
- 2024 — Прискорення / Slingshot

## Нагороди та Номінації
«Оскар»
Номінації:
- Найкращий фільм іноземною мовою — «Зло».

«Золотий жук»
Нагороди:
- Найкращий сценарій — «Живе життя».

Номінації:
- Найкраща режисура — «Живе життя», «Зло».
- Найкращий сценарій – «Зло».